# Olivier Charbonneau
Pour les articles homonymes, voir Charbonneau.
Olivier Charbonneau (né en France, dans la région de Marans, en Aunis, Charente-Maritime, vers 1613, ; mort sur l'Île de Montréal le 20 novembre 1687), est un pionnier de Ville-Marie (aujourd'hui Montréal), en Nouvelle-France, et le premier habitant de l'Île Jésus (aujourd'hui Laval), et l'ancêtre patronymique de quelque 15 000 Charbonneau vivant aujourd'hui en Amérique du Nord, ainsi que (par Anne, sa fille aînée) de tous les Labelle. Outre l'importance démographique de sa descendance, son rôle en Nouvelle-France, à l'époque, est aujourd'hui reconnu en Amérique du Nord, dont au Québec.
Seulement deux colons de ce nom seraient venus s'établir en Nouvelle-France : le meunier Olivier arrivé en 1659 et Jean vers 1675. Rien n'indique qu'ils aient été proches parents.

## Biographie
D'abord établi à Marans, Olivier Charbonneau nettoie les canaux du marais, afin d'assurer sa pitance. Devenu veuf deux fois (d'Ozanne Lussaud, puis de Marguerite Roy, qu'il avait épousée à Marans, paroisse Saint-Étienne, le 30 avril 1646), il y épouse Marie Garnier vers 1656. Celle-ci serait une  nièce de Marguerite Bourgeoys.

### Migration
En quête d'un avenir meilleur, avec son épouse et leur fille de deux ans (Anne), il s'embarque pour la Nouvelle-France sur le Saint-André au port de La Rochelle le 2 juillet 1659. C'est dans cette même ville que, moins d'un mois auparavant (devant le notaire  Demontreau, le 5 juin 1659), il avait été engagé  « laboureur à bras », c'est-à-dire pour travailler le sol à la bêche, par opposition au « laboureur à la charrue », pour Ville-Marie, par la Société Notre-Dame de Montréal, ayant été recruté par Jeanne Mance. Celle-ci par ce contrat prête pour deux ans à Olivier l'argent pour leur traversée jusqu'à Québec (175 livres et 31 livres 12 sols 6 deniers) pour frais d'hébergement préalable à La Rochelle et achat d'une malle de voyage : « en cette ville au logis de la Grâce de Dieu pour leur dépens et pour avoir [acquérir] un coffre à mettre leur hardes ».
Dix ans plus tard (le 10 octobre 1669, à Ville-Marie, devant le notaire Bénigne Basset), elle signera un acte de quittance générale, à l'égard de tous ces débiteurs de cette 2e grande recrue pour Ville-Marie. Ces dettes étaient énormes, équivalent pour chaque famille à plus d'une année du salaire annuel d'un ouvrier du temps. Ont-ils pu vraiment tout rembourser ? Sûrement pas, mais leur dette sera à jamais effacée grâce à Jeanne Mance et à ses généreux donateurs.
Le couple et son enfant font ainsi partie des huit familles apparentées de l'Aunis, qui alors s'engagent par ce contrat à migrer en Nouvelle-France.

### Sur l’île de Montréal
On suit la trace d'Olivier Chabonneau à Ville-Marie, où sa famille s'accroît d'un enfant tous les deux ans jusqu'en 1666 : après Anne (née en France vers 1657), Joseph (1660), Jean (1662), Élisabeth (1664), Michel (1666). Chacun des cinq atteindra l'âge du mariage et « convolera en justes noces », les filles dès l'âge de 14 ou 15 ans.
Après quelques années au cœur même de Ville-Marie, Olivier va s'établir à la Pointe-aux-Trembles (pointe est de l'île de Montréal), où il se construit un moulin à eau avec son associé Pierre Dagenets (Dagenais).

### Sur l’île Jésus
Sa fille Anne ayant épousé Guillaume Labelle en 1671, Olivier Charbonneau s'établit dans la région qui constitue aujourd'hui la paroisse St-François-de-Sales de Laval, dont il devient le premier résident permanent avec son gendre. Il est considéré comme étant le premier citoyen de la ville de Laval, au nord de Montréal. C'est le 29 octobre 1675 qu'il avait obtenu la première concession de terre à cet endroit. Pierre Boucher, auparavant gouverneur de Trois-Rivières devenu procureur de Monseigneur de Québec, a signé l'acte de vente. Olivier y a laissé sa marque, puisque, comme que la majorité de ses contemporains, il ne savait signer.
Son autre fille, Élisabeth, épouse Andre Cyr (formellement Sire) en 1677 . Celui ayant amené le nom de la grande famille Cyr en nouvelle-france en 1668 . Celui-ci fut tué quelques années plus-tard (1689) par les iroquois.

### À la Pointe-aux-Trembles
Olivier Charbonneau décède le 20 novembre 1687 à la Pointe-aux-Trembles à l'âge d'environ 74 ans et son inhumation a lieu le jour même à tout près.Comme à cet endroit, il n'y avait pas de cimetière, il était inhumé le lendemain à Pointe-aux-Trembles. Le premier cimetière a R.P.D. 1710 (Saint Joseph)

## Descendants célèbres
J.Henri Charbonneau pédiatre http://www.voileevasion.qc.ca/henri_charbonneau.htm
Louis Charbonneau École de voile http://voileevasion.qc.ca/
- Antoine Labelle, curé colonisateur des Laurentides
- Hubert Charbonneau, démographe et professeur québécois, codirecteur-fondateur du PRDH[9] et généalogiste
- Jean-Baptiste Charbonneau et son père, Toussaint Charbonneau, de l'expédition de Lewis et Clark
- Joseph Charbonneau, archevêque de Montréal
- Yvon Charbonneau, enseignant, syndicaliste, relationniste, député, puis ambassadeur
- Jean-Pierre Charbonneau
- Nicholas Charbonneau, modèle

## Hommages posthumes
- Le nom de l'avenue Olivier-Charbonneau de Montréal honore sa mémoire.
- Une statue à son effigie honore sa mémoire à Laval.
- La berge (aussi nommée parc) Olivier-Charbonneau de Laval rappelle le début du peuplement de l'île Jésus.
- Il existe aujourd'hui au Québec et en France deux associations des Charbonneau, regroupant les descendants d'Olivier Charbonneau[10].
- Le Pont Olivier-Charbonneau entre Montréal et Laval (Autoroute 25)